# Phoracantha obscura
Phoracantha obscura là một loài bọ cánh cứng bản địa của Úc.
Con đưjc dài 12–28 mm còn con cái dài 14–29 mm. Màu sắc thay đổi khác nhau từ nâu đen đến nâu đỏ..

## Hình ảnh

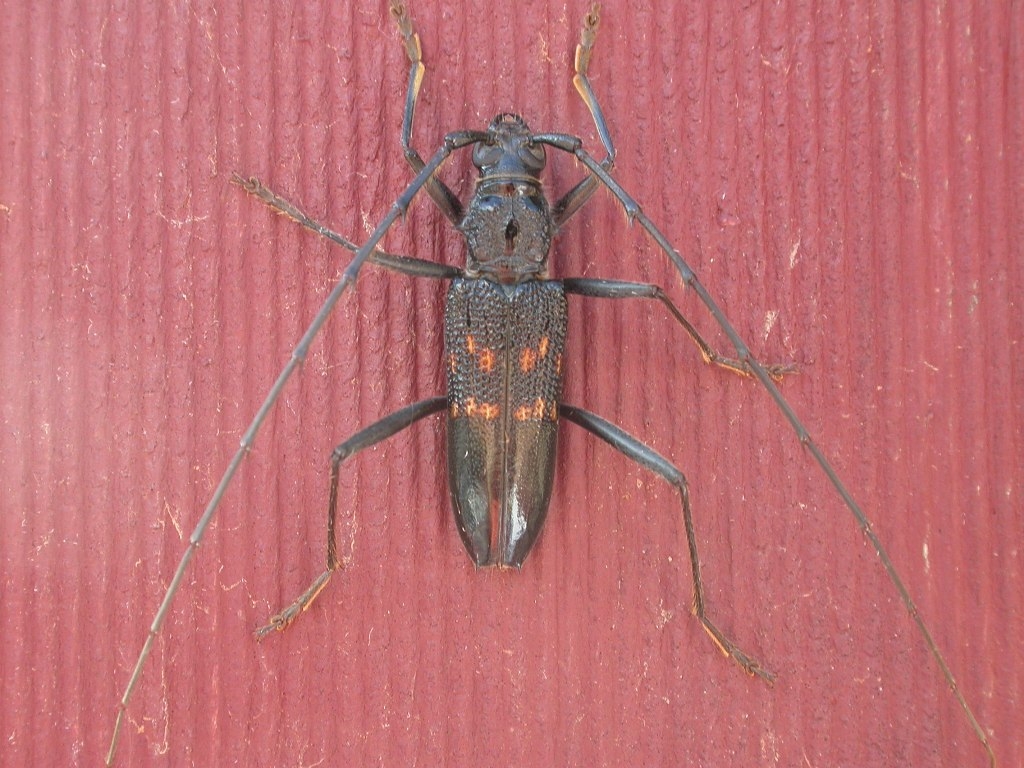